# SNS Reaal
SNS Reaal est un groupe financier (banque, assurance), quatrième banque néerlandaise.
Les difficultés financières du groupe ont conduit à sa nationalisation totale par le gouvernement néerlandais le 1er février 2013, pour une somme de 3,7 milliards d'euros, ce qui alourdira le déficit du pays de 0,6 points en 2013.

## Historique
En 1987, les banques d'épargne sont contraintes de travailler ensemble : la Stichting Spaarbank Limburg  et la Stichting Gelders-Utrechtse Spaarbank fusionne pour créer la Samenwerkende Nederlandse Spaarbanken (SNS). Le groupe poursuit ses fusions acquisitions jusque dans les années 1990 et devient le SNS Group.
Au début des années 1990, les compagnies d'assurances De Centrale, Concordia, Hollandse Koopmansbank (HBK) et Algemene Spaarbank voor Nederland fusionne pour créer le REAAL Group. REAAL rachète Proteq Verzekeringen, et le SNS Group rachète la CVB Bank.
En 1995, REAAL fait l'acquisition des banques Helvetia Nederland et Hooge Huys Verzekeringen.
En 1997, le groupe d'assurances REAAL et le groupe bancaire SNS fusionnent, donnant naissance au groupe SNS Reaal.
SNS Reaal annonce son entrée en bourse le 13 mars 2006, et ses premières actions sont mises en vente le 18 mai 2006.
En 2006 le groupe rachète la filiale immobilière Property Finance à ABN AMRO. Les pertes récurrentes de cette filiale ont fragilisé le groupe au point de créer une situation « dangereuse pour la stabilité financière » selon le ministre Jeroen Dijsselbloem, qui a alors affirmé « J'ai dû conclure que la nationalisation était inévitable ».
Lors de ce sauvetage, les actionnaires privés et les détenteurs d'obligations subordonnées à durée indéterminée sont expropriés, sans dédommagement, et les autres banques privées du pays seront mises à contribution pour un milliard d'euros. Le sauvetage par l'état comprend une injection de capital de 2,2 milliards d'euros, alors que 700 millions d'euros seront utilisés pour l'isolation du portefeuille immobilier à l'origine des difficultés du groupe, et 800 millions serviront à effacer une dette résultant d'un plan d'aide précédent de la part du gouvernement néerlandais en 2008. Le ministre affirme par ailleurs qu'en plus de ces 3,7 milliards, « L'État fournira également 1,1 milliard d'euros en prêts et 5 milliards d'euros en garanties ».
En 2013, SNS Reaal devient la propriété du holding NL Financial Investments, créé spécifiquement pour externaliser la gestion du groupe du ministère des finances. En octobre 2015, le ministre des Finances a annoncé que Propertize serait mise en vente à partir de décembre 2015. En juin 2016, un accord a été conclu avec Lone Star Funds et JPMorgan pour acheter Propertize pour 895 millions d'euros. La transaction a été conclue en septembre 2016.

## Filiales
Filiales bancaires :
- ASN Bank : la première banque "durable" hollandaise
- BLG Wonen : hypothèques et épargnes
- Proteq : assureur
- Route Mobiel : assistance routière
- SNS Asset Management : produits pour investisseurs institutionnels
- Property Finance : finances
- RegioBank : banque intermédiaire
- SNS Securities : sécurité
- Zwitserleven : pension d'assurances

Filiales assurances :
- SRLEV NV (Europe Life, Extra Medium, Happy Service Insurance, Insurance Hooge Huys, Hooge Huys Virtual Workshop, REAAL, REAAL Virtual Workshop)
- Proteq levensverzekeringen, NV

## Résultats financiers
| Year | Revenu net bancaire (en millions d'euros) | Employés |
| ---- | ----------------------------------------- | -------- |
| 2011 | 87                                        | 6928     |
| 2010 | – 260                                     | 7113     |
| 2009 | 17                                        | 7520     |
| 2008 | – 504                                     | 7535     |
| 2007 | 465                                       | 6713     |